# لورينا غورينديث
لورينا غورينديث غارثيا (بالإسبانية: Lorena Guréndez García، ولدت في 7 مايو 1981، فيتوريا-غاستايز، ألافا، إسبانيا) لاعبة جمباز إيقاعي إسبانية. هي إحدى أعضاء مجموعة الفتيات الذهبيات التي حصلن على الميدالية الذهبية في دورة الألعاب الأولمبية الصيفية عام 1996 في أتلانتا، كما حازت على ميداليتين ذهبيتين في بطولات العالم للجمباز الإيقاعي.

## إنجازاتها

### الألعاب الأولمبية الصيفية
- 1996 أتلانتا  الولايات المتحدة:  ميدالية ذهبية في مسابقة الفرق (Group All-around).

### بطولة العالم للجمباز الإيقاعي
- 1996 بودابست  المجر:  ميدالية فضية في مسابقة الفرق (Team All-around).
- 1996 بودابست  المجر:  ميدالية ذهبية في فئة 3 كرات + شريطيْن (Groups 3 Balls + 2 Ribbons).
- 1998 إشبيلية  إسبانيا:  ميدالية فضية في مسابقة الفرق (Team All-around).
- 1998 إشبيلية  إسبانيا:  ميدالية ذهبية في فئة 3 شرائط + طوقيْن (Groups 3 Ribbons + 2 Hoops).

### بطولة أوروبا للجمباز الإيقاعي
- 1997 باتراس  اليونان:  ميدالية فضية في فئة 5 كرات (Groups 5 Balls).
- 1997 باتراس  اليونان:  ميدالية برونزية في فئة 3 كرات + شريطيْن (Groups 3 Balls + 2 Ribbons).
- 1999 بودابست  المجر:  ميدالية برونزية في فئة 3 شرائط + طوقيْن (Groups 3 Ribbons + 2 Hoops).